# Yago
A Yago (eredeti címe Yago, pasión Morena) a Telefe által 2001 és 2002 között készített argentin telenovella. Főszereplői a Vad angyal sztárja, Facundo Arana és Gianella Neyra. Magyarországon elsőként a TV2 tűzte műsorára 2002. június 17-én.

## Történet
|  | Alább a cselekmény részletei következnek! |

Yago (Facundo Arana) az Iguazú őserdejében él apjával Gardelel (Raúl Lavié). Morena (Gianella Neyra) egy nagyvárosi lány, aki barátnőjével Laurával (Ximena Fassi) pont ide jön nyaralni, ahol Yago él. Itt találkozik egymással a két teljesen más, környezetben élő fiatal, akik furcsán néznek egymásra és nehezen fogadják el, a köztük lévő kulturális különbségeket. Egyik nap haláleset történik, a nyomozást Yago egyik barátja Ramón (Luis Luque) vezeti. A szálak felgöngyölítésébe Yago is besegít, és rájön Ramón az akit keresnek, ő a gyilkos. Ramón félelmében túszúl ejti Morenát Yago házában, de Yagonak sikerül megmentenie, Ramón öngyilkos lesz. Morena táskája ott marad Yago házában, belenézve Yago talál egy fényképet amit ismerősnek talál. Felkeresi Gardelt és megkérdezi ki van a fotón, Gardel eleinte próbálja kimagyarázni magát de vágül bevallja, hogy az anyja van a képen. Elmeséli neki mi történt évekkel ezelőtt, Yago apja és ő barátok voltak. Egyik nap Franco Sirenio megjelent a gyerek Yagoval, és itthagyta őt mert vissza kellett mennie ahonnan jött. És arra kérte Gardelt vigyázzon a fiára Fabio Sirenióra, mert ez Yago valódi neve, és ha nem térne vissza nevelje fel saját fiaként. Gardel pedig betartotta ígéretét. Morena a túszejtés hatása miatt, riadtan repül vissza a fővárosba. Pár napra rá Yago, is megérkezik a fővárosba, hogy megkeresse a családját és a titokra is fényt derítsen. Nem számít arra, hogy Morenával is találkozik akinek a nagyapja Adolfo (José Palomino) pont Yago családjánál cseléd. És a bonyodalmak még csak most kezdődnek, mindkettőjük életében.
|  | Itt a vége a cselekmény részletezésének! |

## Szereposztás
| Szerepnév                      | Színész(nő)            | Magyar Hang     |
| ------------------------------ | ---------------------- | --------------- |
| Yago Valdez, Fabio Sirenio     | Facundo Arana          | Czvetkó Sándor  |
| Morena Gallardo-Sirenio Chávez | Gianella Neyra         | Náray Erika     |
| Aldo Sirenio                   | Norberto Díaz          | Háda János      |
| Cassandra García, Malena       | Romina Gaetani         | Kocsis Mariann  |
| Franco «Lángocska» Sirenio     | Juan Carlos Dual       | Salinger Gábor  |
| Lucío Sirenio                  | Daniel Miglioranza     | Mihályi Győző   |
| Elena Sirenio                  | Mónica Gazpio          | Orosz Helga     |
| Mateo Sirenio                  | Gastón Soffriti        | Czető Roland    |
| Josefina Sirenio               | Lita Soriano           | Illyés Mari     |
| Mercedes Chávez de Gallardo    | Cecilia Maresca        | Andresz Kati    |
| Adolfo Chávez                  | José Palomino          | Botár Endre     |
| Luisa                          | Anita Martínez         | Roatis Andrea   |
| Ignacio «Gardel» Valdez        | Raúl Lavié             | Melis Gábor     |
| Rufino                         | Óscar Alegre           | Koroknay Géza   |
| Laura                          | Ximena Fassi           | Zakariás Éva    |
| Roberto Cárdenas               | Mario Alarcón          | Csernák János   |
| Celso                          | Marcelo Cosentino      | Boros Zoltán    |
| Lucía Jazmín Pereira           | Liliana Ortega         | Hámori Eszter   |
| Tomás Salaverri                | Daniel Kuzniecka       | Crespo Rodrigo  |
| Dumas Salaverri                | Villanueva Cosse       | Szersén Gyula   |
| Aníbal Ríos                    | César Bernal           | Dózsa Zoltán    |
| Rosalía de Ríos                | Melina González        | Kiss Virág      |
| Renzo Chamorro                 | Federico Olivera       | Koncz István    |
| Griselda Chamorro              | Roberta Casal          |                 |
| José Manso                     | Marcelo Melingo        | Welker Gábor    |
| Daniel «Süket» López           | Carlos Nieto           | Holl Nándor     |
| Jacinta Rivero                 | Patricia Castell       | Kassai Ilona    |
| Alejandra Casals               | Liliana Simoni         | Ősi Ildikó      |
| Bishop                         | Jorge Velurtas         |                 |
| Caburé                         | Tony Vilas             | Jakab Csaba     |
| Petaca                         | Luchano Ruiz           | Bor László      |
| Reynoso                        | Edgardo Moreira        | Sörös Sándor    |
| Ramón                          | Luis Luque             | Csuja Imre      |
| Aguirre                        | Martín Coria           | Rosta Sándor    |
| Rómulo                         | Rodolfo Brindisi       | Pálfai Péter    |
| Chino                          | Germán Romero          | Sótonyi Gábor   |
| Matilde                        | Silvia Trawier         | Némedi Mari     |
| Claribel                       | Catalina Artusi        |                 |
| Cecilia                        | Ana María Cores        |                 |
| Emilio atya                    | Adrián Navarro         | Szatmári Attila |
| Atilio atya                    | Héctor Fernández Rubio | Versényi László |
| Etelvino Fraga Felügyelő       | Roberto Catarineu      | Balázsi Gyula   |
| Roca felügyelő                 | Carlos Bermejo         |                 |
| Sarlinga felügyelő             | Fernando Caride        | Végh Ferenc     |
| Aldao bíró                     | Carlos March           | Szokolay Ottó   |
| Dr. Vega                       | Hugo Cosiansi          | Megyeri János   |
| Dr. Rodríguez                  | Pablo Moretti          | Uri István      |